# ایستگاه شین-کیبا
ایستگاه شین-کیبا (به ژاپنی: 新木場駅 Shin-kiba-eki) یک ایستگاه راه‌آهن در کوتو-کو، توکیو در ژاپن است. این ایستگاه توسط متروی توکیو، شرکت راه‌آهن شرق ژاپن و خط رینکای اداره می‌شود.